# Husfred
Husfred (Soleirolia soleirolii) er en stedsegrøn staude med en krybende vækst. Planten er en klassiker i danske vindueskarme, hvor den også dyrkes under navnet "Huslig lykke".

## Beskrivelse
Arten danner puder og dækkede flader med en tykkelse på ca. 5 cm. Stænglerne er glasagtige, trådtynde og meget skrøbelige. De bærer spredte blade, som er runde med hel rand. Formen er meget vekslende, og bladene er ensartet græsgrønne på begge sider. 
Blomstringen sker i alle milde perioder af året. Blomsterne er grønne og sidder næsten helt skjult i bladhjørnerne. Frugten er en nød.
Stænglerne danner meget let rod på steder, hvor de er i vedvarende kontakt med jorden. Afrevne stængler, som ligger fugtigt, kan endda optræde som stiklinger og nå at danne rødder, før de visner.
Højde x bredde og årlig tilvækst: 0,05 x 0,50 m (5 x 15 cm/år).

## Hjemsted
Husfred stammer fra Balearerne, Korsika og Sardinien, hvor de findes på steder, hvor der er mildt og skyggefuldt. 
På Korsika findes den ved kilder og småvandløb på næringsrig klippe (serpentin) sammen med bl.a. mange forskellige mosser, Vedbend, Hjortetunge, en art af Dværgulvefod-slægten (Selaginella denticulata), Sedum caeruleum og Vedbendbladet Torskemund. Den er desuden naturaliseret mange steder ved kystnære områder f.eks. i Bretagne, Normandiet, Wales og Irland.

## Anvendelse
Planten er en klassiker i danske vindueskarme, hvor den også dyrkes under navnet "Huslig lykke". Planten er nøjsom, men kræver konstant fugtighed. Den kan også med fordel dyrkes udendørs – under beskyttede forhold i det danske klima. Den er en meget velvillig bunddækkeplante. Planten kan trives i såvel let sandblandet humusjord som lerjord. Den kræver ingen vinterdækning.